# Caesia rigidifolia
Caesia rigidifolia är en grästrädsväxtart som beskrevs av Ferdinand von Mueller. Caesia rigidifolia ingår i släktet Caesia och familjen grästrädsväxter. Inga underarter finns listade i Catalogue of Life.